# یاسوجیرو شیمازو
یاسوجیرو شیمازو (انگلیسی: Yasujirō Shimazu; ۳ ژوئن ۱۸۹۷ – ۱۸ سپتامبر ۱۹۴۵) کارگردان فیلم، فیلم‌نامه‌نویس اهل ژاپن بود. وی بین سال‌های ۱۹۲۰ تا ۱۹۴۴ میلادی فعالیت می‌کرد.